# Korallblåslav
Korallblåslav (Brodoa intestiniformis) är en lavart som först beskrevs av Dominique Villars, och fick sitt nu gällande namn av Goward. Korallblåslav ingår i släktet Brodoa och familjen Parmeliaceae.  Arten är reproducerande i Sverige. Inga underarter finns listade i Catalogue of Life.